# ترافيس شولدت
ترافيس شولدت (بالإنجليزية: Travis Schuldt)‏ هو ممثل أمريكي، ولد في 18 سبتمبر 1974 في الولايات المتحدة.

## أعمال

### أفلام
- (2015) ذا بوي نيكست دور[3][4]

### مسلسلات
- إن سي آي إس
- جاغ
- سكرابز
- فيرونيكا مارس
- نظرية الانفجار العظيم

## وصلات خارجية
- ترافيس شولدت على موقع IMDb (الإنجليزية)
- ترافيس شولدت على موقع ألو سيني (الفرنسية)
- ترافيس شولدت على موقع أول موفي (الإنجليزية)
- ترافيس شولدت على موقع قاعدة بيانات الأفلام السويدية (السويدية)
- ترافيس شولدت على موقع قاعدة بيانات الفيلم (الإنجليزية)
- ترافيس شولدت على موقع كينوبويسك (الروسية)